# Stathmopoda pedella
Stathmopoda pedella – gatunek motyli z podrzędu Glossata i rodziny Stathmopodidae.
Gatunek ten opisany został w 1716 roku przez Karola Linneusza jako Phalaena pedella.

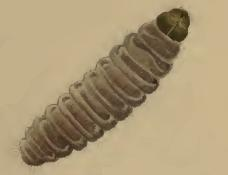
Gąsienica

Motyl o żółtej głowie z brunatnymi czułkami, u samców pokrytymi długimi szczecinkami. Tułów brunatny z żółtym środkiem i tegulami. Na żółtych skrzydłach przednich o rozpiętości od 10 do 17 mm dwie plamy połączone smugą barwy brunatnej. Strzępiny obu par brunatnawe. Tylne odnóża pręgowane i pokryte włoskami, ustawione są w spoczynku pod kątem prawie prostym do osi ciała i odchylone nieco ku górze. Samiec ma w edeagusie kilka drobnych cierni. Samica odznacza się załamanymi u nasady gonapophyses anteriores i dwoma znamionami w torebce kopulacyjnej.
Gąsienice rozwijają się w kwiatostanach olszy czarnej i szarej.
Owad notowany z prawie całej Europy. W Polsce lata w czerwcu i lipcu.